# UA-JAPAN RECORDS
UA-JAPAN RECORDS（ユーエージャパンレコード）とは、日本一の記録を「ガイドライン」と呼ばれる基準に従い掲載する、民間企業が管理するサイトである。

## 概要
UA-JAPAN RECORDSが日本一の挑戦を認めているのは、事務局が定める「認められたカテゴリー」の下で「認められたルール」に則って行われた挑戦に限られる。

## 歴史
UA-JAPAN RECORDSの設立は日本のタレント事務所Sofairloの代表取締役,上野亜揮が日本一を記録するブランド会社がない事に疑問を持ち、自身でブランド会社を立ち上げたいと考えたことがきっかけ。設立は2020年。
2022年からは株式会社日本記録が運営を引き継いでいる。

## 登録方法
登録するには、UA-JAPAN RECORDSの公式サイトから申請する。UA-JAPAN RECORDS公式サイトから、自分の名前、メールアドレス、電話番号、挑戦場所などを書く。個人による申請には「無料サービス」と有料の「優先サービス」の2つがある。無料申請の場合には返答までに最大3ヶ月の期間が必要となり、一方で優先サービスを使用した場合は、約7営業日で連絡が来ることになる。組織が申請をする場合には、「法人申請」という有料の申請方法があり、挑戦記録カテゴリーについての相談に乗ってもらえる。なお、有料サービスの利用は、申請内容に対する審査自体に影響を及ぼすものではない。
申請内容が記録カテゴリーとして認められた場合は、UA-JAPAN RECORDS事務局から記録挑戦のためのガイドラインなどの必要書類が送られてくる。その後、記録挑戦内容を写真、及びビデオでわかりやすく収め、それを郵便でUA-JAPAN RECORDS事務局に送る。公式認定員に記録挑戦の場に来るように依頼することもできるが、派遣費用の他、移動費、宿泊費などの費用は挑戦者の負担となる。また、その際はその場での審査を依頼し、挑戦直後に結果を知ることが可能である。公式認定員を呼ぶことで、厳しい審査基準が変更される等はない点は、有料申請と同様となる。その後、記録が認められれば、UA-JAPAN RECORDSから認定証が届けられる。
申請された記録内容についての登録は、UA-JAPAN RECORDS事務局が審査する。新しい記録カテゴリーとして認められるには、最低限、以下のような基準が満たされる必要がある。
- 日本国内にて実施される記録であること
- 客観的な数値で計測される事
- 全ての人が挑戦できる、または更新できる可能性の内容であること

## 申請を受け付けていない記録
記録内容が、下記の事項に抵触する場合は、上記基準を満たしていても申請そのものが却下される場合がある。
- 申請内容が、挑戦者本人、観客、周囲の人々や動物等を大きな危険に晒すもの
- 記録挑戦により、食品が廃棄されたり、環境に悪影響を与える内容
- アルコール摂取を伴う内容
- 公序良俗に反するもの、猥褻・猥雑なもの、犯罪を助長する恐れのあるもの
- 第三者の権利を侵害するもの